# Krystyna Maculewicz
Krystyna Maculewicz, z d. Mioduszewska (ur. 18 maja 1952 w Gdańsku) – polska siatkarka, mistrzyni i reprezentantka Polski.

## Kariera sportowa
Była zawodniczką Wisły Kraków, z którą wywalczyła mistrzostwo Polski w 1969 i 1970 oraz wicemistrzostwo Polski w 1971, 1972, 1976 i 1977. Pod koniec lat 70. wyjechała do Francji, występowała w zespołach LUC Lille, Stade Français i CASG Paris. Z tym ostatnim klubem wywalczyła wicemistrzostwo Francji w 1983, 1984 i 1985.
W reprezentacji Polski seniorek debiutowała 11 czerwca 1971 w towarzyskim spotkaniu z Węgrami. W tym samym roku wywalczyła z drużyną brązowy medal mistrzostw Europy. Wystąpiła również na mistrzostwach Europy w 1975 (6. miejsce) i 1977 (4. miejsce). Ostatni raz w biało-czerwonych barwach zagrała 2 października 1977 w meczu mistrzostw Europy z Węgrami. Łącznie w biało-czerwonych barwach rozegrała 109 spotkań, w tym 103 oficjalne.

## Życie prywatne
Jej mężem był Henryk Maculewicz, jej córką jest Kinga Maculewicz, biologicznym ojcem której jest jednak trener siatkarski Andrzej Niemczyk.